# 雕刻马鞍蛤
雕刻马鞍蛤（学名：Epippodonta oedipus），是帘蛤目鼬眼蛤科Epippodonta的一种。主要分布于中国大陆，常栖息在潮下带。